# ポルペ
ポルペ（Polpe）はレッドフォックス株式会社が運営する携帯電話用コミュニケーションツール。作成したプロフィールをQRコードで友人、知人と交換することができる。他にも一部店舗で利用可能なポイントカード機能、デリバリーサービスを提供している。また、会員登録しなくても使えるフリーコンテンツも公開している。

## 特徴
SNSが不特定多数への情報発信・コミュニケーションを行っていることに比べて、ポルペは顔見知り・既存の知り合いとのコミュニケーションを主な目的としている

## 由来
イタリア語の人(persona)と狐(volpe)を組み合わせた造語で、人と人とをレッドフォックスが繋ぐという意味と、イタリア人のように陽気に「人生を楽しむ」という思いを込めて名づけられた。

## 機能

### ポルペアドレス

#### フェイス
フェイスというプロフィールのようなものを人と交換することによって、コミュニケーションを円滑にすることが目的。利用者は複数のフェイスを作成し、用途によって使い分けることができる。

#### サークル
利用者は自由にサークルを作り人を集めることができ、参加者はサークルのスケジュールなどを見ることができる。

#### スケジュール
予定を登録して管理することができる。また、サークルのスケジュール作成許可を得ている場合は、メンバーに公開されるサークルのスケジュールの作成を行うことができる。

### ポイントポケット
各店舗のポイントカード、スタンプカードを携帯電話で管理することができる。

#### ポイントカード
TOP画面のQRコードを店舗で提示することで使用する。機能は通常のポイントカードと同様である。

#### デリバリー
食品などの出前を注文することができる。配達先は利用者のフェイスに登録されている住所情報を利用することができるので簡単に利用できる。基本的に当日配達可能な店舗を対象とする。

### フリーコンテンツ

#### GPS鬼ごっこ
携帯電話のGPSを利用して鬼ごっこができる

#### ジャッキー・遅延
電車の遅延情報を調べることができる

#### いつにする
みんなで集まる日のスケジュールの調整ができる

#### ともだちアンケート
身近な疑問を周りの友達に簡単にアンケートを取ることが出来る

### 終了したサービス

#### スタンプカード
ポイントカードと同様で、通常の紙製スタンプカードのように利用できる。

#### ショッピング
商品を注文することができる。デリバリーとの違いは商品到着までにかかる時間で、ショッピングは商品到着までに数日以上かかる店舗が対象となる。